# Hôtel de Ribault
El hôtel de Ribault, también conocido como hôtel de Langres u hôtel de La Rivière, y anteriormente hôtel de Louvencourt, y Hôtel Pottier de Novion, es un hôtel particulier ubicada en la Place des Vosgesen el lado este de la plaza, entre los hoteles Lafont y Asfeldt en el 4 distrito de París, Francia.

## Historia
Fue construido entre 1606 y 1607 por Antoine Ribault, Señor de Bréau, Consejero de Estado, Intendente de Finanzas, 1596, Presidente y Tesorero General de Finanzas en Soissons, 1598, y su esposa Madeleine Boucher d'Orsay, Señora de Breau. 1613, pasó a ser propiedad del financiero Antoine de Louvencourt y de su mujer Marguerite de Flecelles, que permanecen allí durante 35 años. Pasó a ser propiedad del padre Louis Barbier de La Rivière, quien llevó a cabo allí una importante labor.
En 1688 fue comprado por Catherine de Malon, viuda de André Pottier de Novion, maestro de pedidos, vivió allí hasta 1715, fecha de su muerte.
Fue propiedad de la familia Canillac desde 1716.
Incautado durante la Revolución tras la emigración del Ministro de Estado Pierre-Charles Laurent de Villedeuil, fue asignado a varias administraciones públicas, incluido el ayuntamiento del antiguo distrito. Una placa conmemorativa en la fachada, el campanario y su reloj que coronan la cubierta recuerdan este encargo, que afectó a la distribución y decoración interior.
En 1963, en los antiguos locales del Cercle d'études du Marais situado en el 1 Charles Liché, hazzan de la sinagoga en la rue des Tournelles, fundó la sinagoga en la place de Vosges, que más tarde se convirtió en la sinagoga Charles Liché.
Fue clasificado como monumento histórico en 1954.

## Descripción

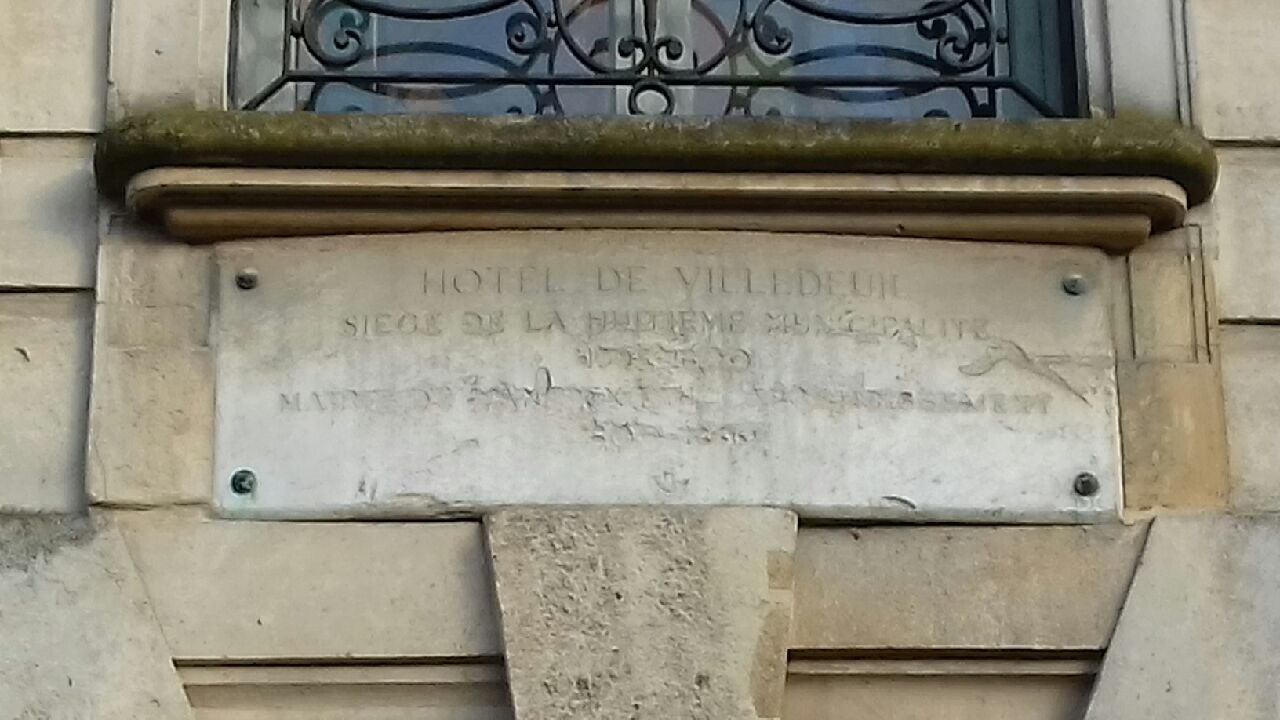
Placa conmemorativa de la sede del ayuntamiento del antiguo distrito e.

La primera construcción incluía solo un edificio principal único y simple en profundidad en el patio, con más tarde una pequeña ala de retorno a lo largo de él, y una fachada de seis arcadas en la Place des Vosges (entonces Place Royale).
El tercer propietario transformará la mansión de 1652 pidiéndole a François Le Vau que duplique el tamaño del edificio principal y agregue un ala en el patio. Este arquitecto creó una nueva gran escalera precedida por un gran vestíbulo. Las habitaciones del primer piso conservan sus volúmenes pero han sido completamente redecoradas para armonizar con las nuevas habitaciones del primer piso del lado del patio. En esta planta se encuentran los aposentos del abad formados por cuatro estancias paralelas, la gran sala y su estudio con vistas a la plaza, la antecámara y el dormitorio italiano en una alcoba con vistas al patio.
Los paneles y techos del dormitorio con alcoba son de Charles Le Brun. Desmantelados en 1867, fueron restaurados y vueltos a montar en París en el museo Carnavalet entre 1878 y 1879, y luego restaurados nuevamente en 2014. Michel Dorigny también participó en la decoración de esta mansión privada. Los planos elaborados a petición de la familia Canillac en 1718 muestran que la distribución del local no había cambiado desde Le Vau.